# Mammillaria mystax
Mammillaria mystax là một loài thực vật có hoa trong họ Cactaceae. Loài này được Mart. mô tả khoa học đầu tiên năm 1832.

## Hình ảnh

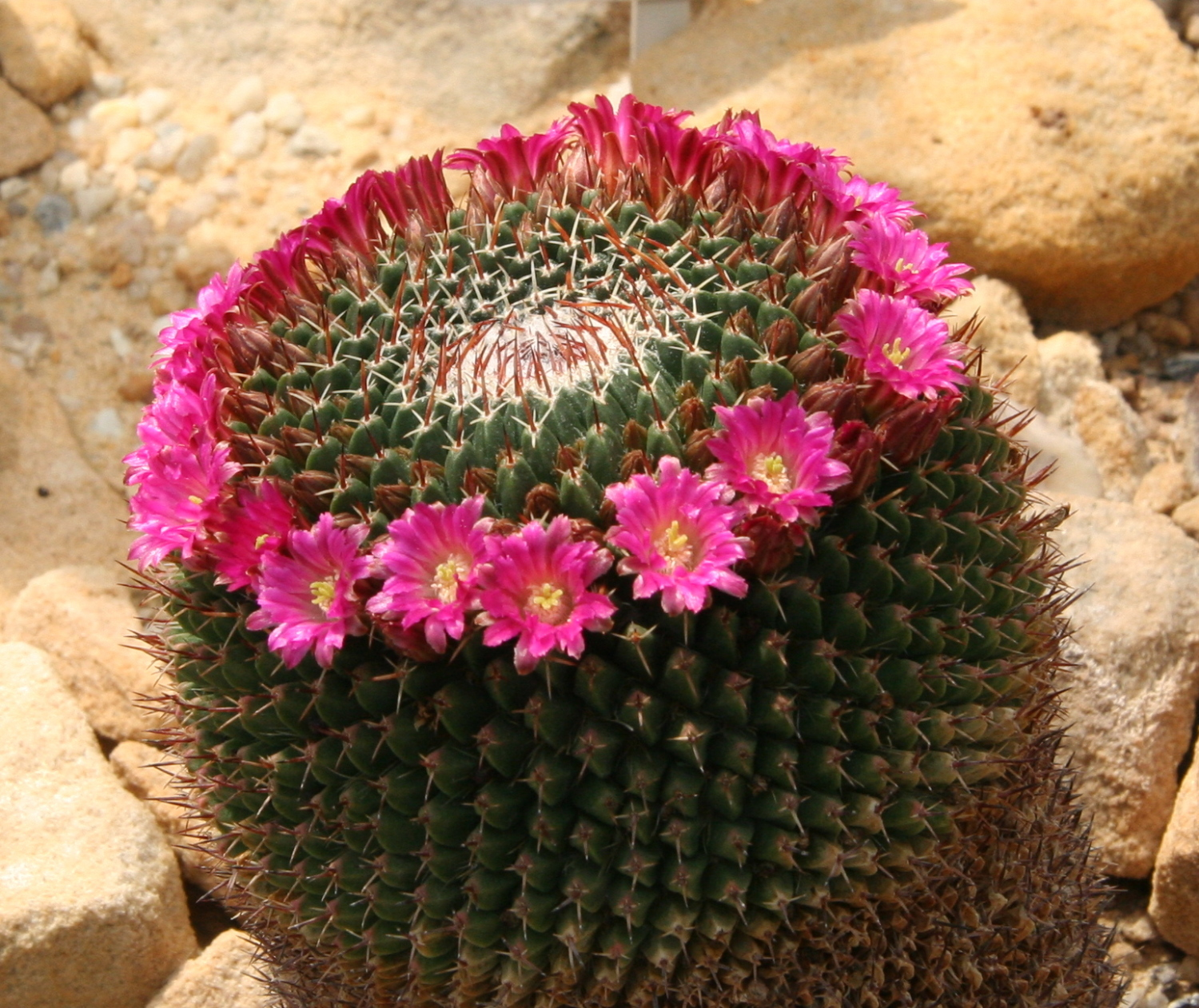
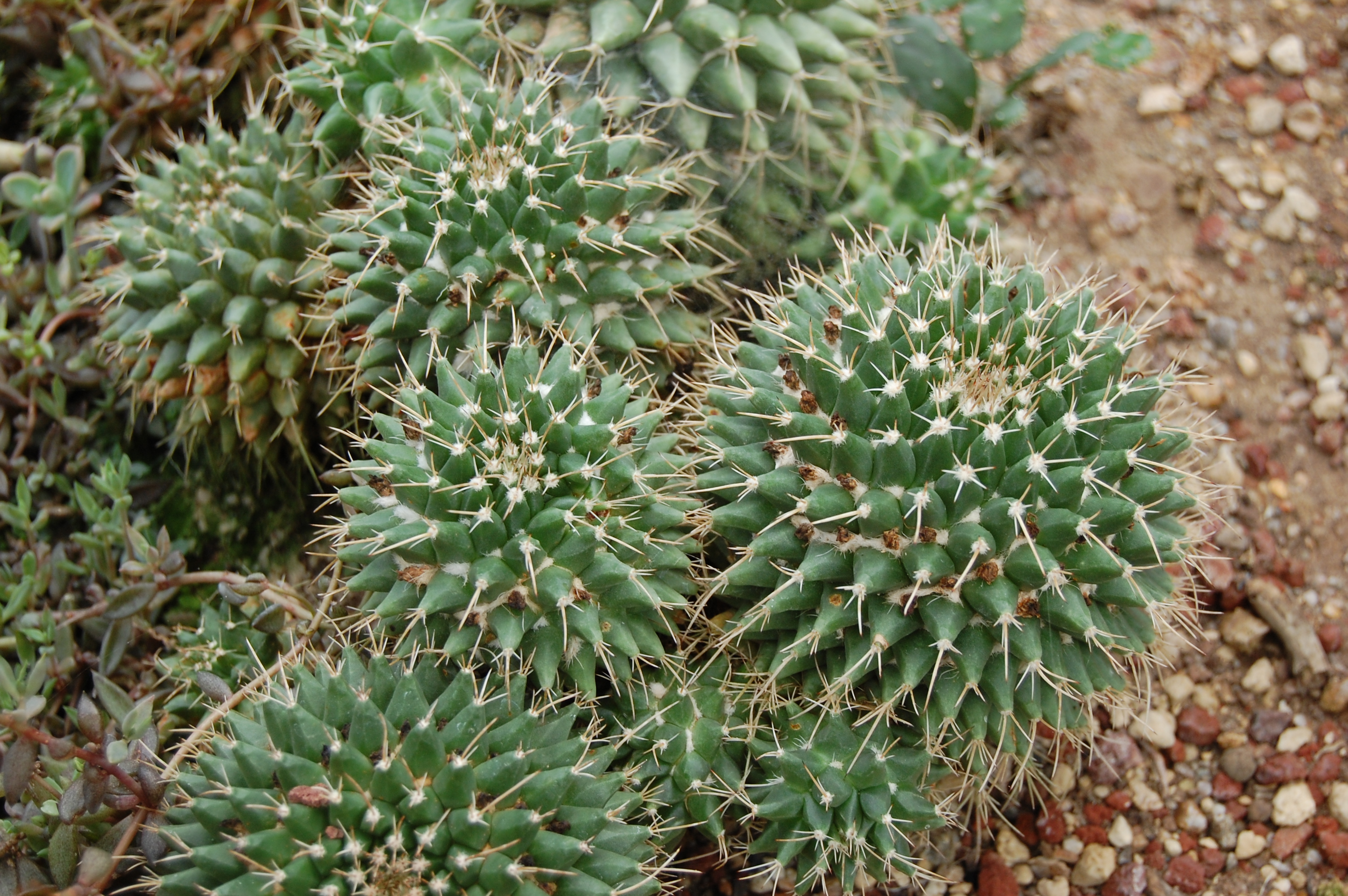
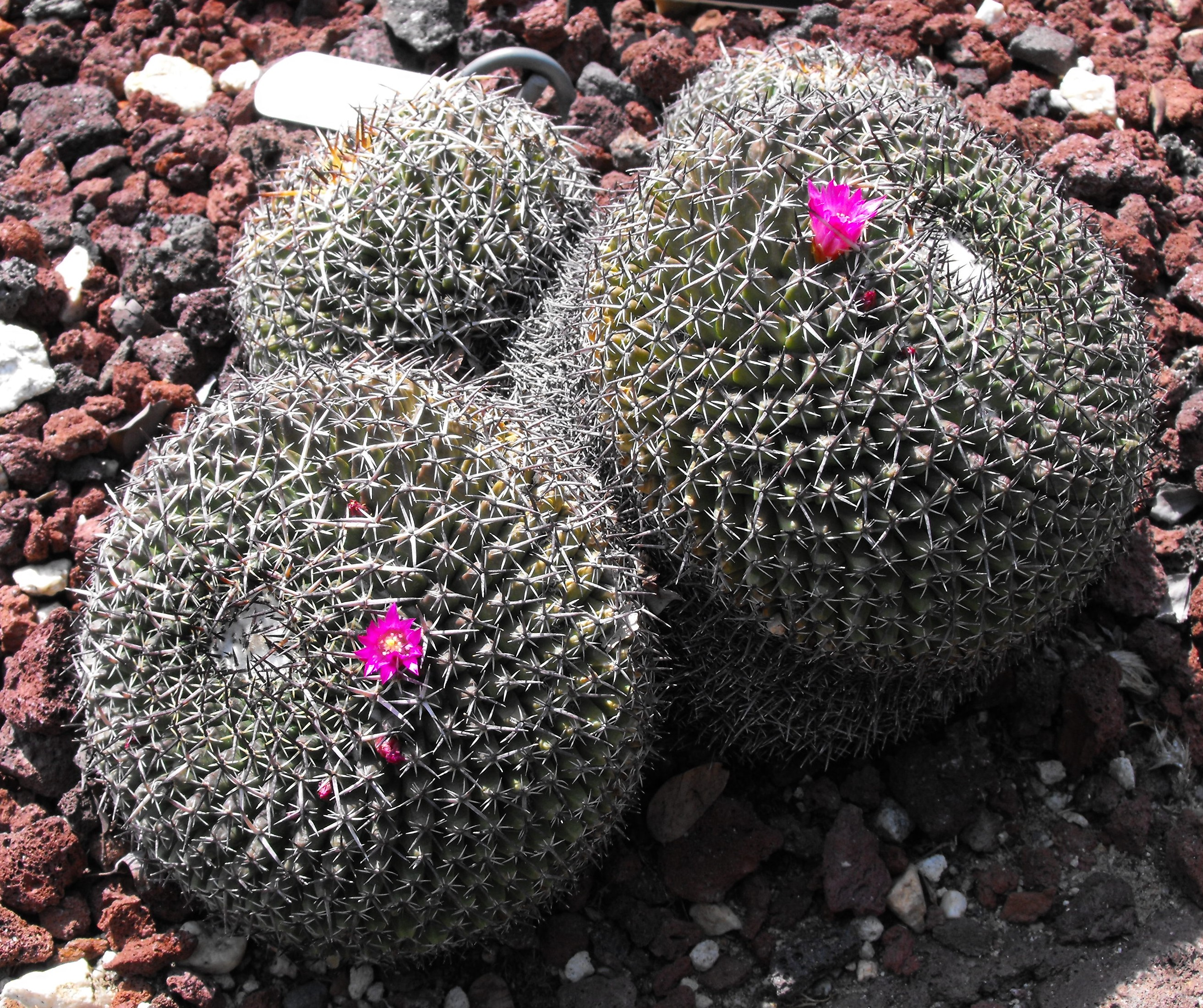
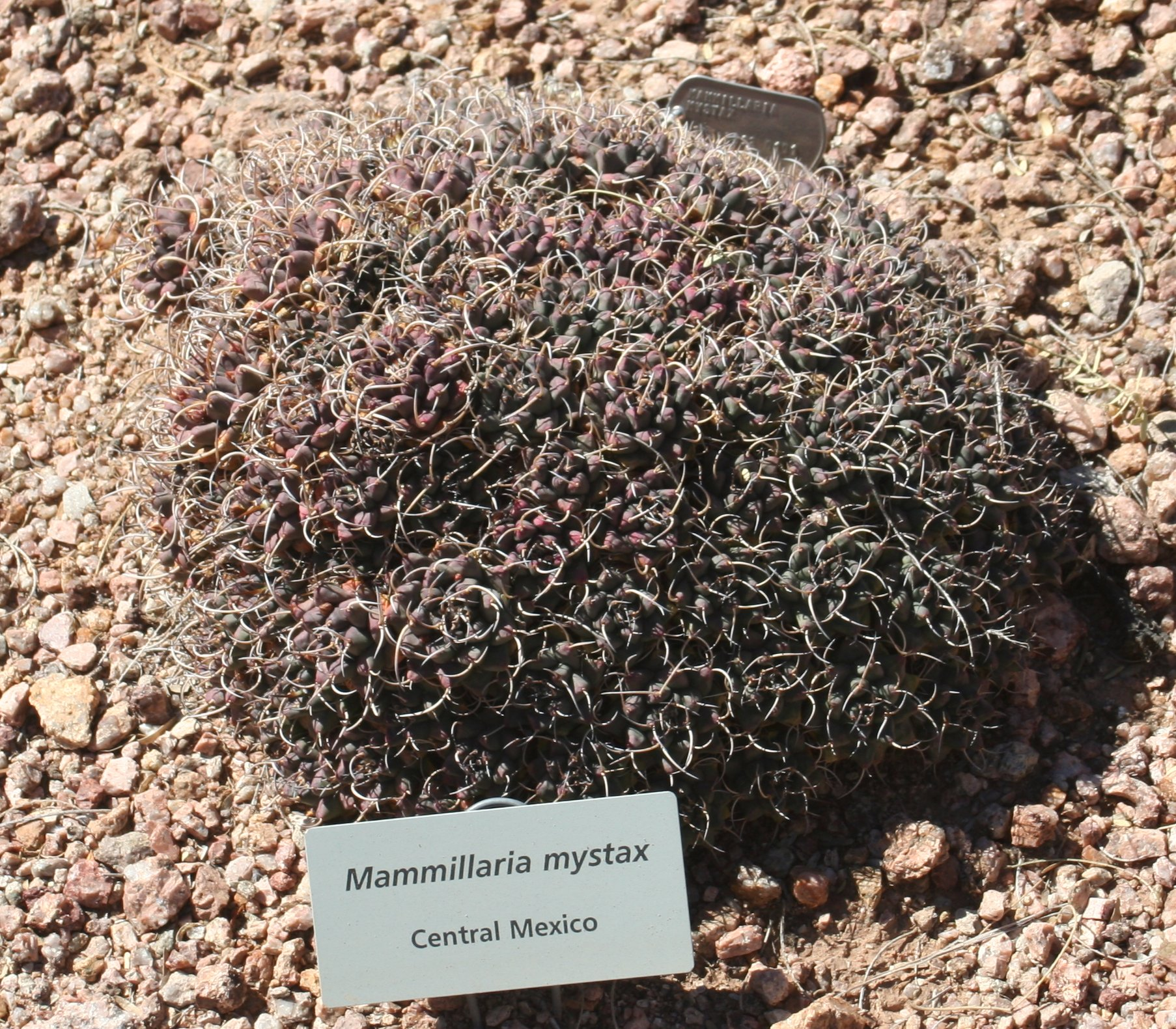